# Флинт (Мичиган)
Флинт (англ. Flint) — город в штате Мичиган (США), примерно в 100 км к северо-западу от Детройта, на берегу реки Флинт.
По переписи 2000 года численность населения составляла 124 943 жителя (5-е место в Мичигане). Флинт является самым крупным городом США с названием, состоящим из одного слога.
Город более всего известен как место рождения корпорации «Дженерал моторс»; Флинтская сидячая забастовка 1936—1937 годов стала вехой в становлении Объединения рабочих автомобилестроения (профсоюза рабочих автомобильной промышленности США). Сегодня Флинт является символом упадка автомобильной индустрии США.
Банк Citizens Republic Bancorp был учреждён во Флинте 1871 году.
В двух университетах и двух колледжах города учится около 35 000 студентов, что больше, чем в Принстоне (Нью-Джерси) и Нью-Хейвене (Коннектикут) вместе взятых.

## История
На месте Флинта до прихода туда переселенцев из Европы жили индейцы племени оджибве. Первоначально на месте будущего города Джекобом Смитом в 1819 году был создан торговый пункт по приёму меховых шкурок зверей, которых добывали в окрестных лесах в начале XIX века.
Позднее на этом месте стала развиваться лесоперерабатывающая промышленность, благодаря которой здесь из дерева стали производить повозки. Благодаря производству лошадиных повозок на месте Флинта позднее возникло производство автомобилей.
В городе Флинт начала свою деятельность компания «Бьюик». Компания «Шевроле» также вначале производила свои автомобили только во Флинте, хотя штаб-квартира компании располагалась в Детройте. В течение некоторого периода все свои автомобили «Бьюик» и «Шевроле» производили во Флинте.
В 1904 году Уильям К. Дюрант стал во главе компании «Бьюик», которая в 1908 году стала самым крупным производителем автомобилей в Америке. Флинт, благодаря заводам компании «Бьюик», получил неофициальное название «Бьюик-сити».
В 1908 году Дюрант основал компанию «Дженерал моторс» со штаб-квартирой во Флинте. Познакомившись с Луи Шевроле он помог ему организовать компанию «Шевроле», акции которой он позднее выкупил. Дела компании Дюранта шли хорошо, однако финансовый кризис 1929 года разорил его.
Последнее столетие вся жизнь города Флинт была связана с автомобилестроением. В годы Второй мировой войны он являлся крупнейшим производителем танков.
До 1960-х годов дела в городе шли весьма успешно и своего пика роста он достиг в 1960 году, численность населения приблизилась к 200 000.
В последующие годы «Дженерал моторс» стала развивать свою деятельность, перенося её в другие регионы и другие страны.
Последняя крупная реконструкция производства автомобилей была в 2004 году, когда «Дженерал моторс» вложила несколько сот миллионов долларов в реконструкцию трёх предприятий Флинта:
- Сборочное производство грузовых автомобилей и пикапов;
- Центр обработки металла
- Завод по производству двигателей.

Однако в последующем автомобилестроение по объективным причинам в районе Флинта, а также вообще в штате Мичиган постоянно сокращалось в связи с его переносом за границу.
В последние годы в городе интенсивно развиваются учебные заведения. Построены современные студенческие кампусы Университета Мичигана-Флинт и Университета Кеттеринга. В двух университетах учится около 10 000 студентов из разных стран. В Мотт Комьюнити Колледж учится ещё около 10 000 студентов. Таким образом современный Флинт может считаться одним из университетских городов США.
В 2010—2012 годах Флинт, по мнению ФБР, считался самым небезопасным городом США.
В городе кризис с питьевой водой, так как водопровод изготовлен из труб с добавкой свинца, поэтому пить водопроводную воду, даже после фильтра нельзя. Аналогичная проблема есть у города Ньюарк в штате Нью-Джерси.

## География

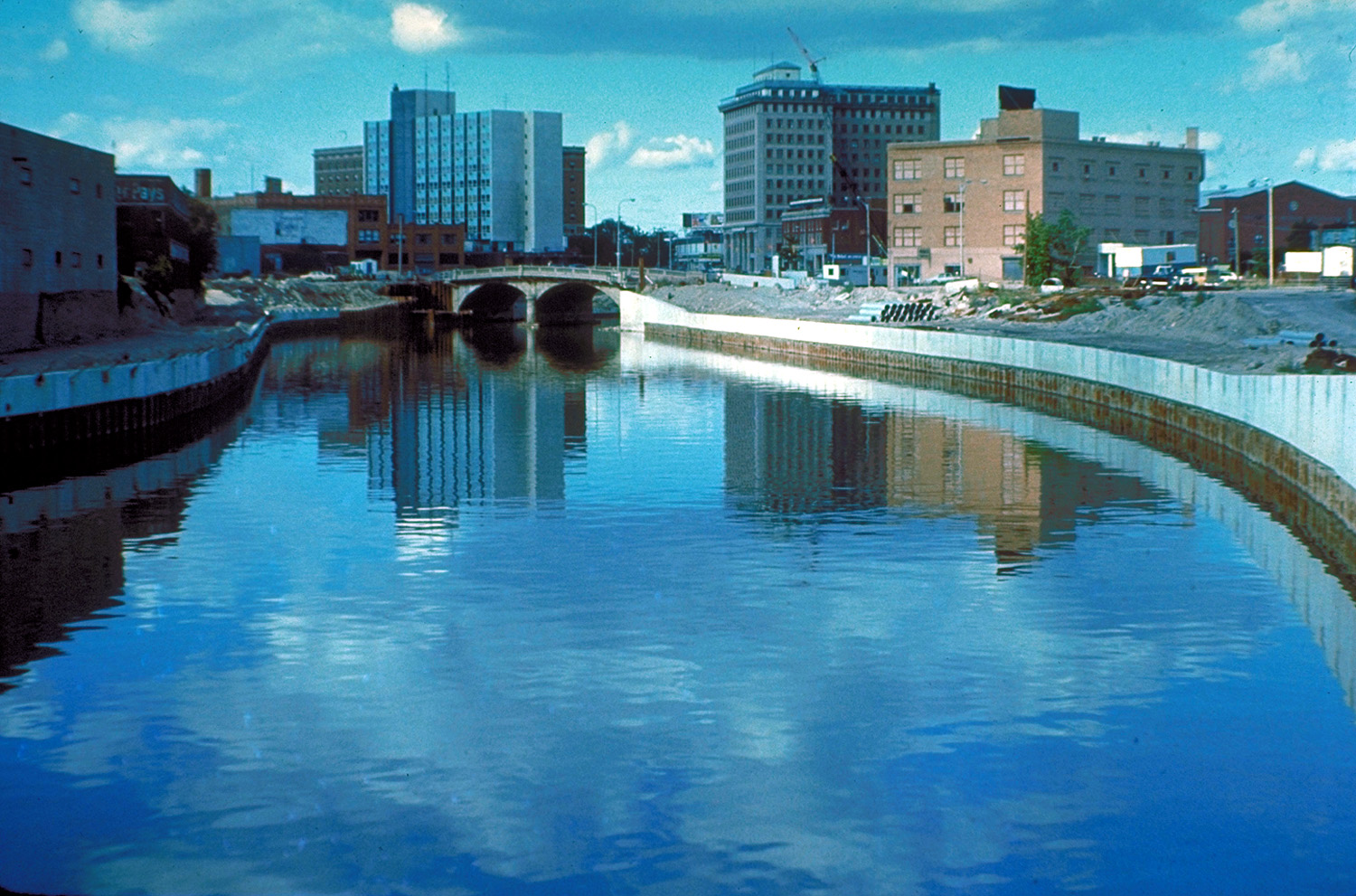
Река Флинт в городе Флинт

Согласно данным Бюро переписей США площадь города составляет 88,2 км², в том числе 1,1 км² занимает вода (озёра, реки). Флинт расположен на северо-восток от Флинтских холмов (Flint hills). Территория города в основном равнинная.
Флинт имеет много предместий, сгруппированных вокруг центра города с четырёх основных сторон. Центральные деловые кварталы протянулись с юга на север вдоль центральной улицы города — Сагино-стрит (Saginaw Street) к югу от реки Флинт.
С западной части города находятся два района: к северу — Кэрриэдж-таун (Carriage Town) и к югу район Гранд-Траверс-стрит (Grand Traverse Street District). Университетская Авеню (The University Avenue) части города, именуемой Карриэдж-Таун (в память о производстве телег, повозок в историческом прошлом города), является концентрацией так называемых греческих домов («Greek» housing) в зоне, где расположены два университета: Мичиган-Флинт и Кеттеринг. Эта часть города была центром производства повозок до 1920-х годов и до сих пор здесь имеются хорошо сохранившиеся дома викторианской архитектуры. Прямо на север находится Ривер-Вилладж (River Village), пример успешного сочетания домов, рассчитанных на людей с различным уровнем доходов.
Холлз Флэтс (Hall’s Flats) в западной части города является одним из многочисленных предместий Флинта. В северной и южной части этого предместья живут в основном афроамериканцы. Многие из этих районов являлись родиной мичиганского блюза. В эти районах живут люди с меньшим уровнем дохода, в основном не белое население.
Восточная часть города, где расположен культурный центр, колледжи является одной из наиболее благополучных частей города.
Промышленные районы города в основном представлены предприятиями автомобильной промышленности.
В центральной части нет особенно высоких зданий, характерных для даунтаунов. Половина из четырнадцати высоких зданий Флинта были построены 1920-е годы. Самое высокое здание — 19-этажное Дженеси Тауэрс было закончено в 1968 году.

## Климат
Благодаря близости к Великим озёрам климат Флинта более умеренный по сравнению с другими городами, расположенными на аналогичных высотах. Лето в основном тёплое и влажное. Зима холодная и снежная. Первый снег выпадает в конце октября, хотя довольно часто до Рождества снега не бывает. Последний снег обычно выпадает не позже конца марта-начала апреля.
| Показатель | Янв. | Фев. | Март | Апр. | Май | Июнь | Июль | Авг. | Сен. | Окт. | Нояб. | Дек. | Год |
| --- | ---- | ---- | ---- | ---- | --- | ---- | ---- | ---- | ---- | ---- | ----- | ---- | --- |
| Абсолютный максимум, °C                                                                                           | 18   | 20   | 29   | 32   | 36  | 40   | 42   | 39   | 38   | 32   | 26    | 21   | 42  |
| Средний суточный максимум, °C                                                                                     | −2   | 0    | 6    | 13   | 21  | 26   | 28   | 27   | 22   | 16   | 8     | 1    | 14  |
| Средний суточный минимум, °C                                                                                      | −11  | −9   | −4   | 2    | 7   | 13   | 15   | 14   | 9    | 4    | −1    | −7   | 3   |
| Абсолютный минимум, °C                                                                                            | −32  | −33  | −24  | −16  | −6  | −6   | 3    | −5   | −5   | −12  | −22   | −32  | −33 |
| Норма осадков, мм                                                                                                 | 40   | 34   | 56   | 80   | 70  | 78   | 81   | 87   | 96   | 59   | 67    | 55   | 803 |
| Источник: http://www.weather.com/outlook/travel/businesstraveler/wxclimatology/monthly/graph/USMI0295?from=search |      |      |      |      |     |      |      |      |      |      |       |      |     |

В прошлом на территорию города неоднократно обрушивались торнадо. Рекордное по количеству жертв на территории США торнадо обрушилось на Флинт 8 июня 1953 года, унеся жизни 115 человек и ранив 844 человека. На следующий день этот же ураган на территории Новой Англии, в Вустере, Массачусетс унёс жизни ещё 94 людей.

## Демография

### Динамика населения
Для города Флинт, также как и для других городов штата Мичиган, характерна непостоянная динамика роста населения. Наивысшего процветания город достиг к 1960 году, благодаря автомобилизации Америки. Однако, впоследствии город стал затухать, так как производство автомобилей переносилось из штата Мичиган в другие штаты и страны мира.
| Год           | 1860 | 1870 | 1880 | 1890 | 1900  | 1910  | 1920  | 1930   | 1940   | 1950   | 1960   | 1970   | 1980   | 1990   | 2000   | 2008   |
| ------------- | ---- | ---- | ---- | ---- | ----- | ----- | ----- | ------ | ------ | ------ | ------ | ------ | ------ | ------ | ------ | ------ |
| Число жителей | 2950 | 5386 | 8409 | 9803 | 13103 | 38550 | 91599 | 156492 | 151543 | 163413 | 196940 | 193317 | 159611 | 140761 | 124943 | 112900 |

По данным переписи 2000 года в городе насчитывалось 124 943 жителя, 48 744 домовладения, в которых проживало 30 270 семей. Плотность населения составляет 1434,5 чел./км². В городе имелось 55 464 строения, средняя плотность застройки 636,8 строений на 1 км².

### Демографическая структура населения
В районе Флинта основной расовой группой являются афроамериканцы (53,27 %). Доля белого населения составляла 41,39 %.
| Раса                    | Доля в структуре населения |
| ----------------------- | -------------------------- |
| Афроамериканцы          | 53,27 %                    |
| Белые                   | 41,39 %                    |
| Латиноамериканцы        | 2,99 %                     |
| Коренные жители Америки | 0,64 %                     |
| Азиаты                  | 0,44 %                     |
| Полинезийцы             | 0,02 %                     |
| Прочие расы             | 1,11 %                     |
| Смесь двух и более рас  | 3,14 %                     |

По данным переписи насчитывалось 48 744 домохозяйства. Структура семей представлена в следующей таблице:
| Параметры (характеристика) семьи                | Доля в общем количестве семей,% |
| ----------------------------------------------- | ------------------------------- |
| Имели детей в возрасте до 18 лет                | 33,5 %                          |
| Женщина-глава семьи, в настоящее время без мужа | 27,5 %                          |
| Одиночки                                        | 37,9 %                          |
| Семьи, представленные индивидуалами             | 31,9 %                          |
| Одинокие пожилые люди в возрасте старше 65 лет  | 0,9 %                           |
| Средний размер семьи                            | 3,16                            |

### Уровень доходов населения
Уровень доходов жителей Флинта представлен в таблице:
| Показатель                                       | Значение показателя |
| ------------------------------------------------ | ------------------- |
| Средний доход на семью, проживающую в своём доме | $28 010             |
| Средний доход семьи                              | $31 424             |
| Средний доход мужчины                            | $34 009             |
| Средний доход женщины                            | $24 237             |
| Средний доход на одного жителя                   | $15 733             |
| Доля населения, живущая ниже уровня бедности     | 26,4 %              |
| Доля семей, проживающих ниже уровня бедности     | 22,9 %              |

## Транспорт

### Воздушный и железнодорожный транспорт
Рядом с городом находится международный аэропорт (Bishop International Airport) и аэропорт MBS (MBS International Airport).
Рядом с городом проходит железная дорога Национальной железнодорожной пассажирской корпорации Амтрак (линия Blue Water), которая связывает Чикаго и Порт-Гурон на берегу озера Мичиган, рядом с Канадой.

### Главные автомобильные дороги

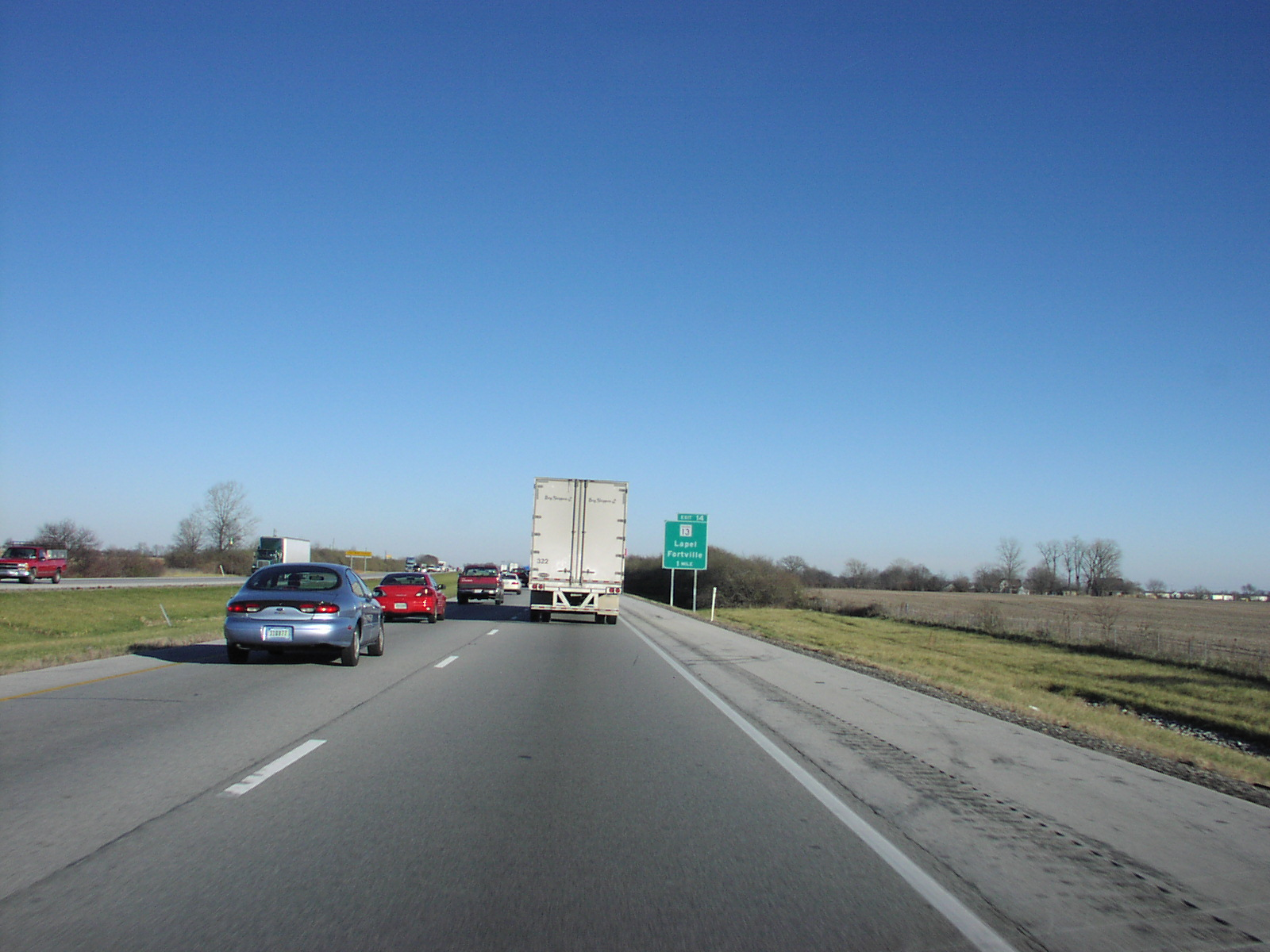
Хайвэй I-69 (Interstate 69)

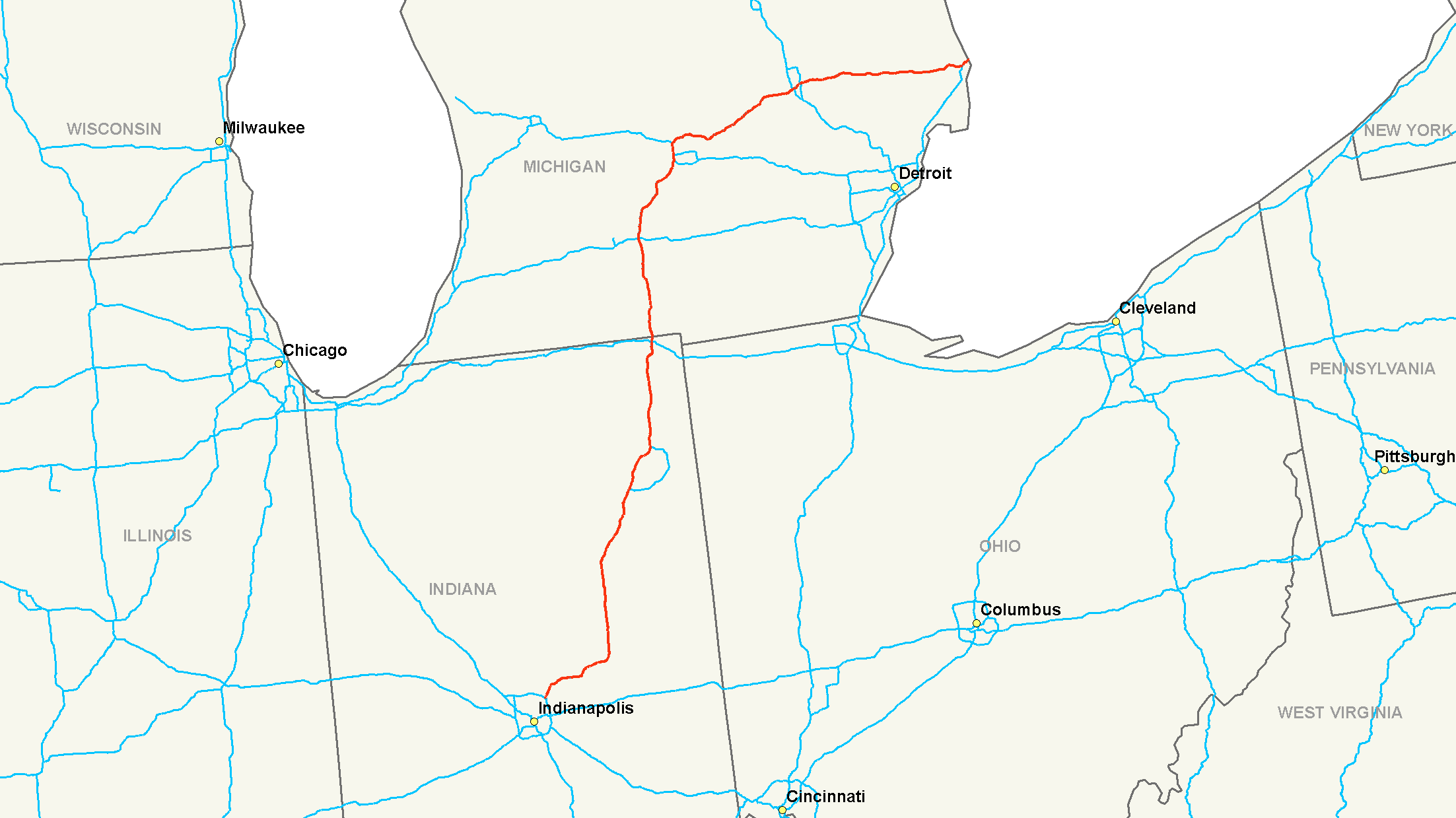
План хайвэя I-69

|  | Хайвэй I-69 начинается в Порт-Гурон, возле моста «Голубая вода», соединяющего США с Канадой, проходит через город в сторону столицы штата Мичиган Лэнсинга, поворачивая далее в сторону Индианаполиса.                                             |
|  | Хайвэй I-75 проходит рядом с городом на север в стороны Сагино и Бей-Сити. На юг дорога идёт в стороны метрополиса Детройта через Толидо и далее на юг через такие крупные города как Цинциннати, Атланта, Тампа, заканчиваясь в пригороде Майами. |
|  | Хайвэй I-475 начинается к югу от Флинта на I-75 и проходит через центр города, поворачивая обратно на I-75 на северо-западе от города. |
|  | Дорога US-23 проходит рядом с городом, пересекая западную часть города. |
|  | Дорога M-21 проходит рядом с западной оконечностью города в сторону Гранд-Рапидс |
|  | Дорога M-54 (Мичиганский хайвэй) проходит почти параллельно I-475 на восток от I-75 to I-69. |

## Спорт
| название клуба          | вид спорта          | лига                                    | стадион               | логотип |
| Флинт Дженералз         | хоккей с шайбой     | Объединённая хоккейная лига             | Перани Арена          |         |
| Флинт Руж Регби Клаб    | регби               | Мичиганский регбийный союз              | Лонгвей парк          |         |
| Флинт Фьюри             | американский футбол | Среднеконтинентальная футбольная лига   | Этвуд стэдиум         |         |
| Дженизи каунти петриотс | американский футбол | Североамериканская футбольная лига      | Этвуд стэдиум         |         |
| Мичигэн эдмиралс        | американский футбол | Футбольный альянс Соединенных штатов    | Ги В. Хьюстон стэдиум |         |
| Флинт Фантомс           | зальный футбол      | Континентальная зальная футбольная лига | Перани арена          |         |

## Образование

### Школы
- 14 начальных школ;
- 3 средних школ (Северная средняя школа Флинта[англ.], Северо-Западная средняя школа Флинта, Юго-Западная Академия Флинта).

### Колледжи и университеты
- Университет Мичигана во Флинте[англ.] (один из трех кампусов Мичиганского университета);
- Университет Кеттеринга[англ.] (другое название — Институт General Motors);
- Mott Community College[англ.] (двухгодичный колледж);
- Филиалы Бэйкер-колледжа[англ.], Университета Спринг Харбор, Университета Дэйвенпорт (все расположены в пригороде Флинта).

## Известные уроженцы и жители
- Майкл Мур — американский кинорежиссёр-документалист. Лауреат премии «Оскар» (2003).
- Линн Чандноис (англ. Lynn Chandnois) (1925—2011) — выдающийся игрок в американский футбол из США.
- Терри Крюс — американский актёр.

## Города-побратимы
- Чанчунь, Цзилинь, Китайская Народная Республика
- Гамильтон, Онтарио, Канада[7]
- Кельце, Свентокшиское воеводство, Польша
- Тольятти, Самарская область, Российская Федерация
- Полтава, Украина